# Nagelsti
Nagelsti is een plaats in de Deense regio Seeland, gemeente Guldborgsund. De plaats telt 526 inwoners (2008).